# Tingvallamossen

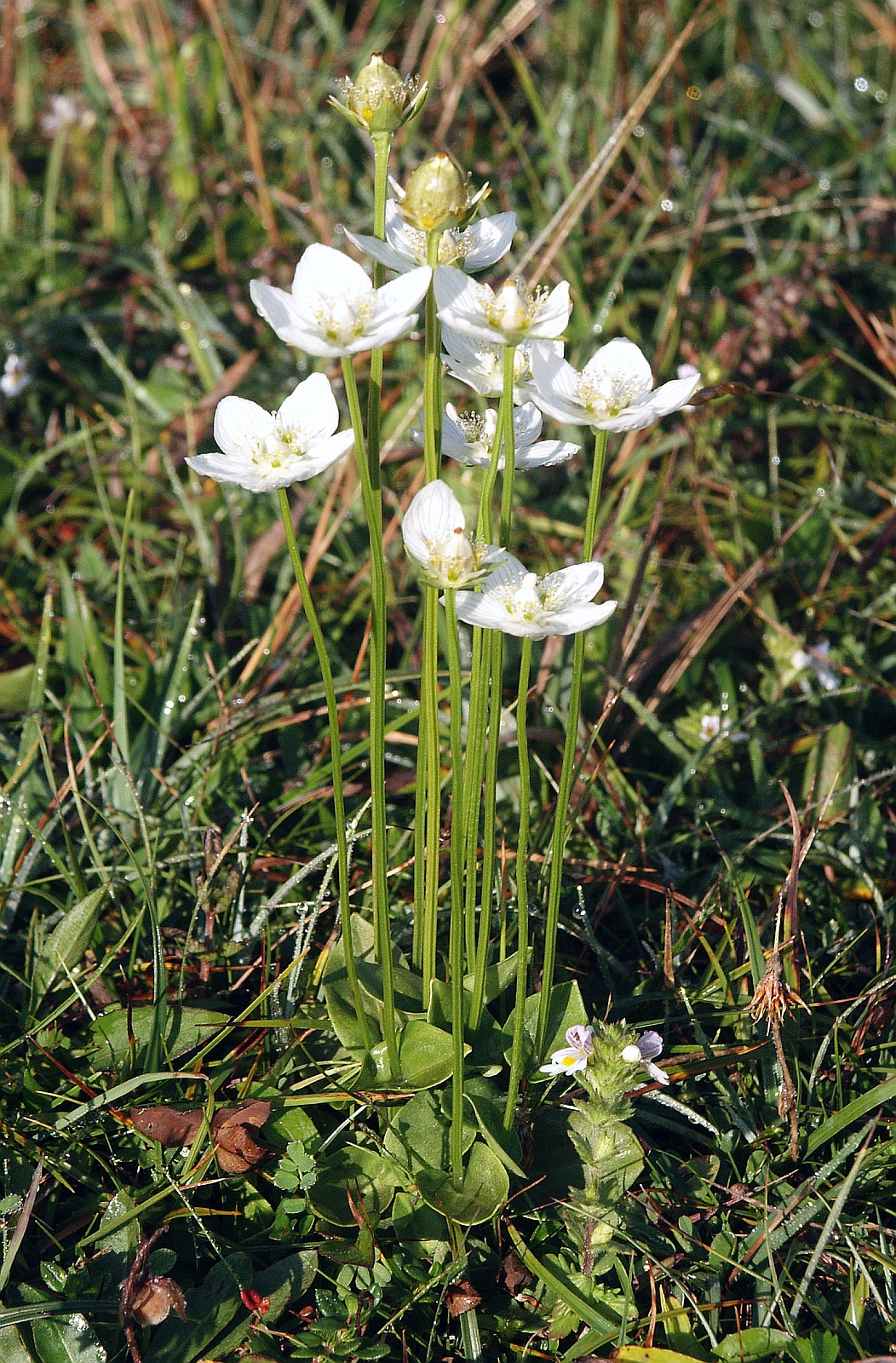
Slåtterblomma

Tingvallamossen är ett naturreservat i Dals-Eds kommun i Dalsland i Västra Götalands län.
Området är skyddat sedan 1987 och är ungefär 590 hektar stort. 
Tingvallamossen är Dalslands största och mest orörda myr, vars centrala del är en riktig högmosse med extremt fattig växtlighet, dominerad av vitmossor. Där mossen övergår i kärr finns ängsull, flaskstarr och dyfräken, men även mer krävande arter som ullsäv, slåtterblomma och korallrot. 
Naturreservatet ingår i EU:s ekologiska nätverk av skyddade områden, Natura 2000.

## Fågelliv
Fågellivet på Tingvallamossen är ovanligt rikt. Här häckar ljungpipare, trana, storspov, grönbena och gulärla.